# 高丽纸

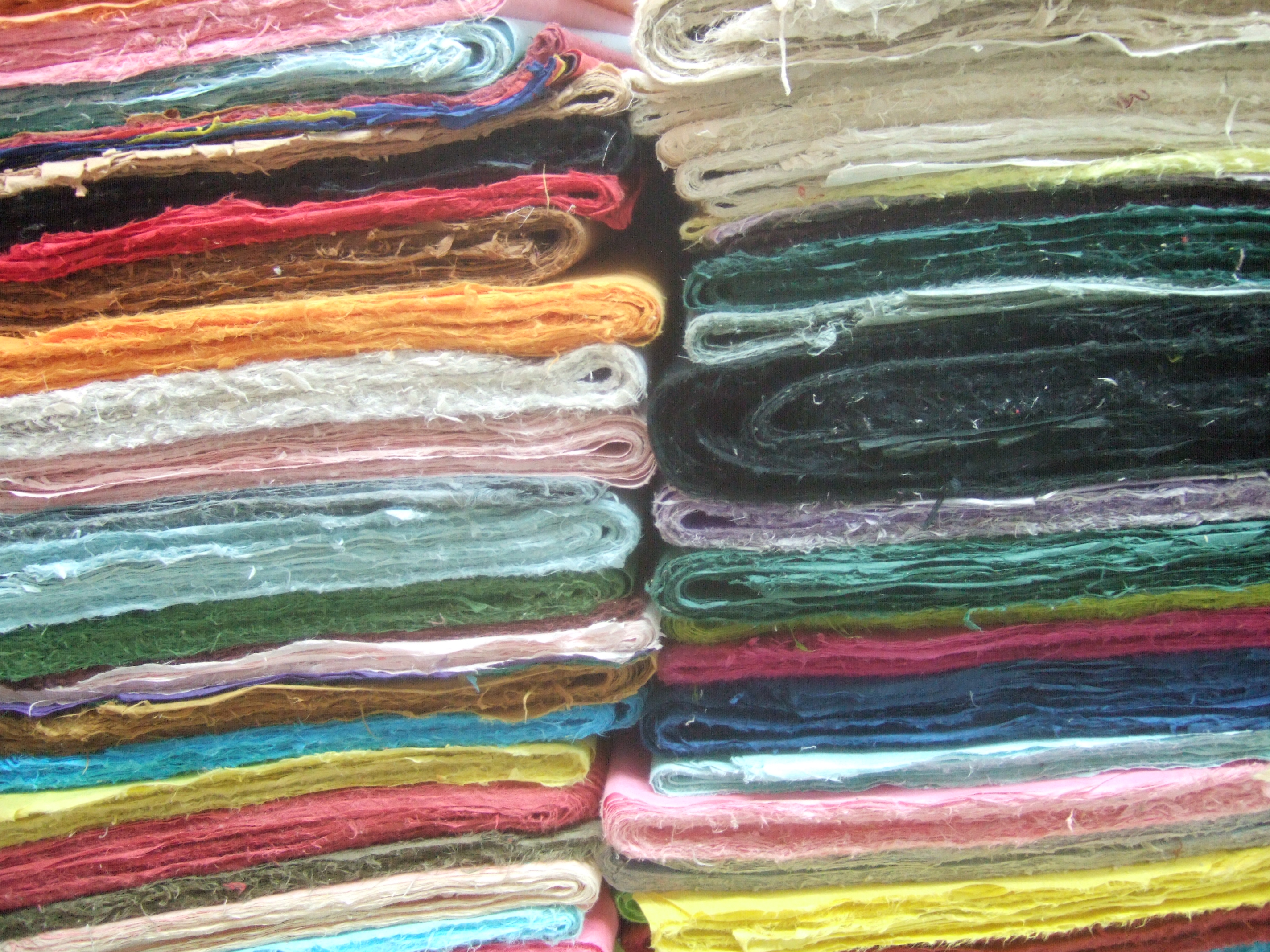
首爾仁寺洞的韓紙

高丽纸，朝鲜半岛分裂后产生朝鲜纸和韩纸（韩语：／ Hanji）的说法:77，是一种朝鲜半岛的傳統手工紙，由楮的树皮製成。
傳統的韓紙是使用一種叫we bal的方法（一種紙張形成技術）在層壓紙上製成的，這種方法允許多向紋理。製作韓紙的過程還採用了dochim，一種將成品紙搗碎以壓實纖維並減少墨水的方法。

## 歷史
造紙術在中國誕生後不久，朝鲜半岛就開始了造紙。起初，用麻和麻屑粗製而成。它在韓國的起源被認為是在3世紀和6世紀末之間。1931年，在公元前108年至公元313年的一處墓地進行考古挖掘時，發現了一塊韓紙。
在朝鮮三國時期（公元前57年至公元668年），每個王國都使用紙張來記錄他們的官方歷史。610年，高句麗贈送給日本的僧人曇淨紙墨的製作方法。世界上現存最古老的木刻版畫是佛教陀羅尼經，稱為淨光陀羅尼經。紙工藝品在三國時期也得到發展，如風箏和其他家居用品，並隨著韓紙產量的增加而繼續繁榮。三個王國之一的新羅王國將造紙業深深融入韓國文化。

### 高麗時代

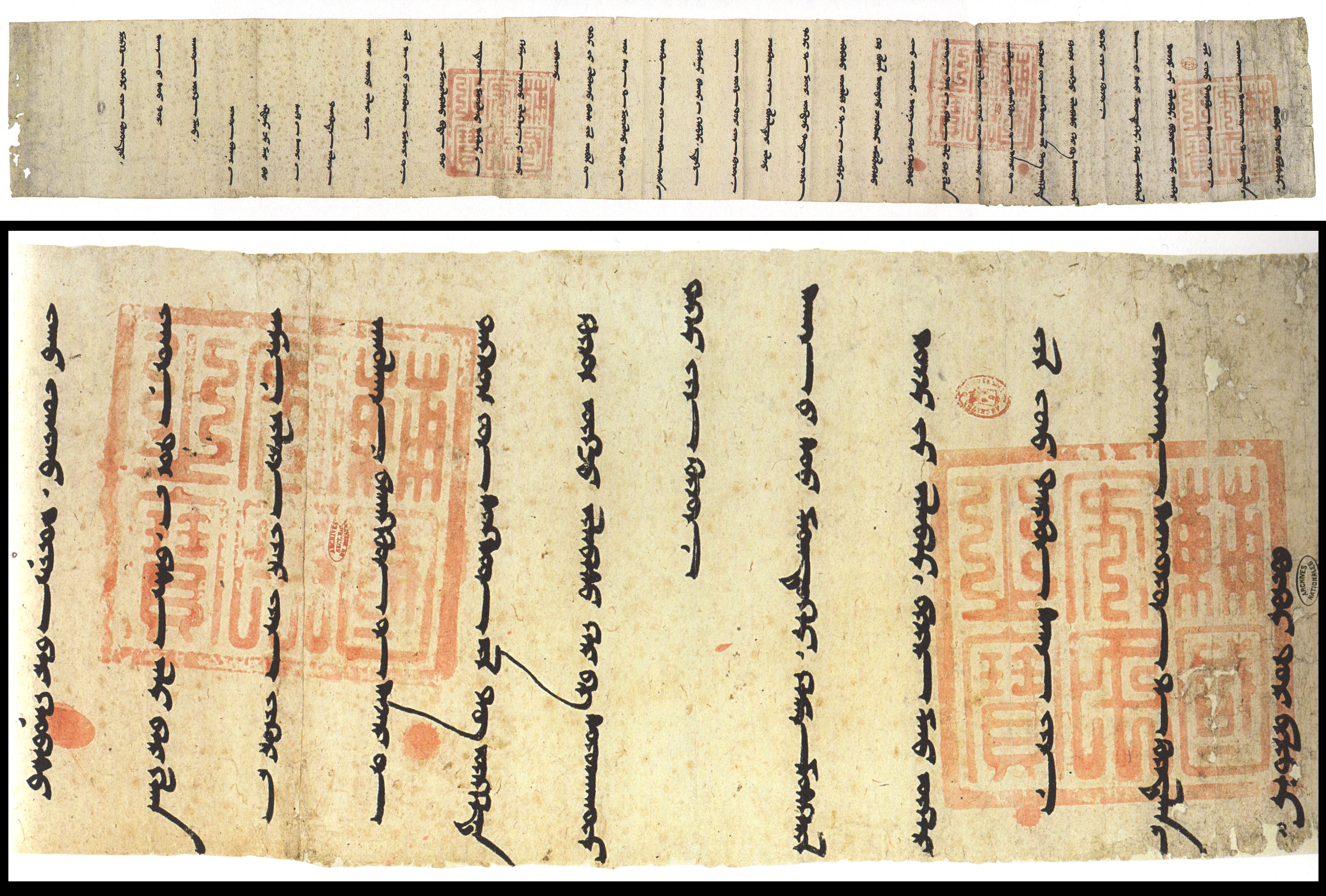
13世紀蒙古汗王寫個法國國王的信，信紙用韓紙製作

韓紙的黃金時代在高麗時期（918-1392年）達到頂峰，見證了韓紙與版畫的質量和使用的提升。紙被用來製造金錢、佛經、醫學和歷史書籍。政府鼓勵構樹種植和造紙，構樹在12世紀在全國范圍內種植。韓紙通常被稱為高麗紙，以其強度和光澤而聞名於亞洲，並成為與中國的重要貿易商品。
高麗時期以韓國版畫和造紙史上的兩大里程碑而聞名。其中之一是將高麗大藏經雕刻在80,000多塊木塊上，這些木塊仍然存在於慶尚南道佛教寺廟海印寺的原址。由於在1232年被蒙古入侵破壞，它被雕刻了兩次；最終版本於1251年完成。第二個成就是1377年印刷了《直指》，這是一本佛教學生指南，也是世界上現存最古老的金屬活字印刷書籍。它印在韓紙上，並收藏在今天的法國國家圖書館，展示了古騰堡時代之前存在金屬活字的證明。

### 朝鮮時代
朝鮮王朝（1392-1910年）初期，隨著紙張通過書籍、家居用品以及扇子和煙袋等流行物品滲透到韓國人的日常生活中，韓紙行業繼續蓬勃發展。從朝鮮時代開始，為了提倡節儉，用蠟和絲綢製成的人造花被紙質版本所取代。後來，紙花也被用來代替其他版本用於佛教儀式和節日。
韓紙的變體變得很普遍，例如彩色紙，以及由松樹皮、稻草和竹子等混合纖維製成的紙。部分原因是由於對書籍的巨大需求，需要尋找構樹之外的新材料。政府設立了一個專門生產紙張的行政機構，還為軍隊提供紙製盔甲，這種盔甲防水，是一種很好的絕緣體，可以抵禦箭和刀劍。因為紙張是天然材料製成的，可以有效地控制溫度、濕度和光線。然而，朝鮮政府向佛教僧侶施加壓力，要求他們增加自15世紀以來就已經為佛經製作的韓紙的產量。

### 南北分治時期
在1970年代，朴正熙發起的的新農村運動也導致了韓紙產業的進一步衰落，因為它消滅了使用韓紙覆蓋地板、牆壁、天花板、窗戶和門的傳統稻草茅草屋。韓國造紙業最近面臨的威脅是中國製造的廉價紙張的興起，那裡的勞動力成本和管理費用明顯低於韓國。
截至2009年，韓國仍有26家韓紙工廠在運營。他們為藝術家、書法家、管理員、寺廟等製作韓紙。

### 在中国
宋代，高丽纸入贡，流入中国，当时也叫“三韩纸”、“鸡林纸”。纸质结实、白亮，《遵生八笺》说：“高丽有绵茧纸，色白如绫，坚韧如帛，用以书写，发墨可爱”，受到文人追捧。明清时高丽纸大量进入中国，除了书法作品外，纸扇、包装等都曾用到。故宫、颐和园的很多墙面、棚顶也用高丽纸打底。
清朝宫廷曾收藏有一批高丽纸，清亡后流出。当时周叔弢、傅增湘和故宫博物院都曾用高丽纸来印刷珍贵古籍、书画等，在民国时期形成一股风潮。

## 製作
《遵生八笺》指“高丽有绵茧纸”，但实际上“绵茧”应该是一种修辞手法，指纸张的洁白光亮，如绵、茧一般。康熙帝说：“世传朝鲜国纸为蚕茧所作，不知即楮皮也”。
部分学者认为高丽纸原料为桑树皮，如刘仁庆《中国古纸谱》，但此说存疑。在中国文献记述中，它的原料也多为“楮皮”，如黄庭坚《山谷内集诗注》引新罗《鸡林志》：“高丽楮纸，光白可爱，号曰白硾纸”，黄一正《事物绀珠》说：“白硾纸，高丽以楮造，捣练极工，疑于茧”。
曾出使高丽的徐竞在《宣和奉使高丽图经》中说：“纸不全用楮，间以藤造，槌捣皆滑腻，高下不等”。虽然指出高丽纸有其他材料，但也证明楮皮是主材。
现代韩国韩纸也使用楮皮，全州韩纸博物馆特别指出这里指的就是楮（Broussonetia kazinoki）这一物种。

## 圖集

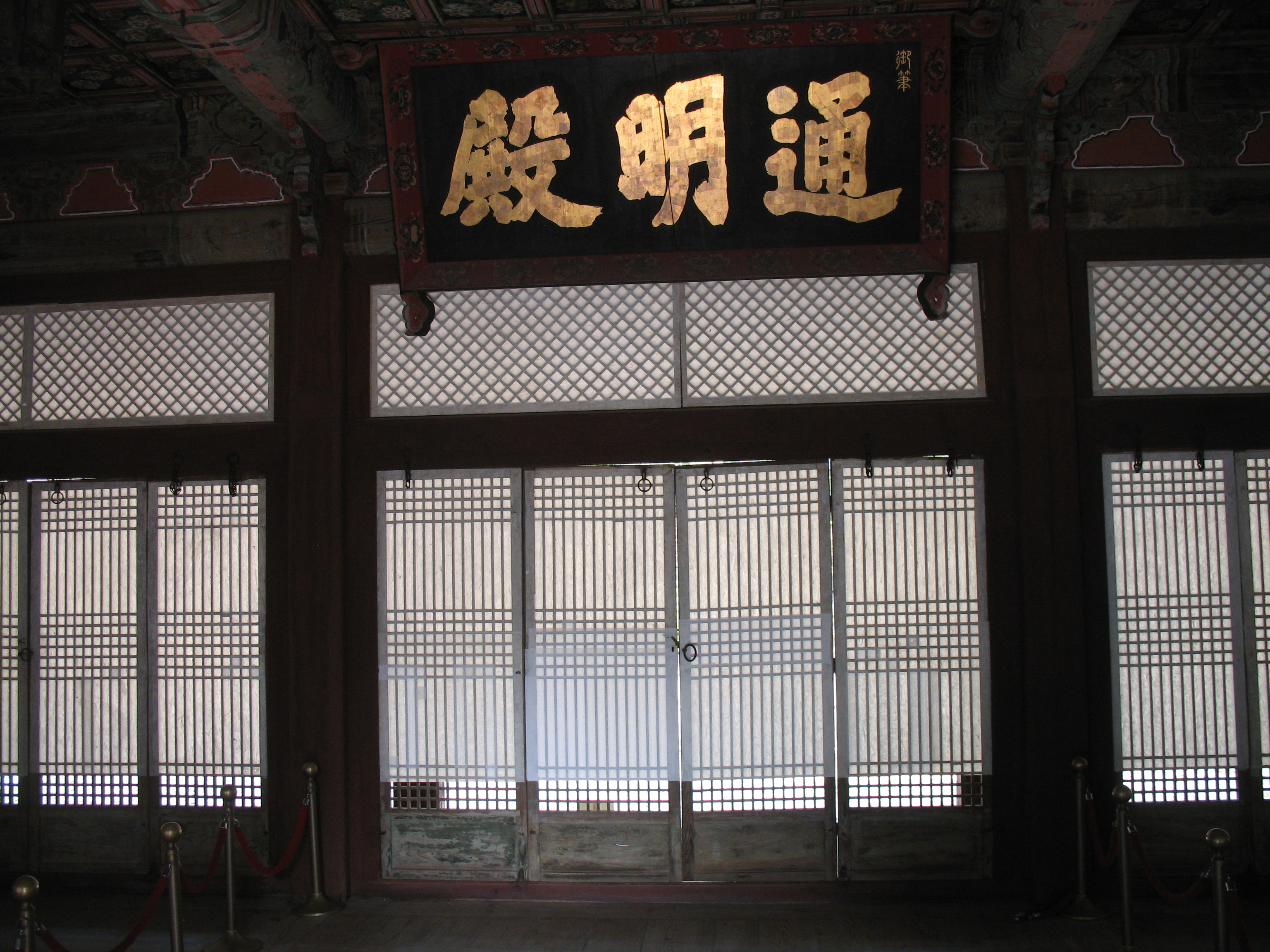
首爾昌慶宮門上的牌匾使用韓紙製作
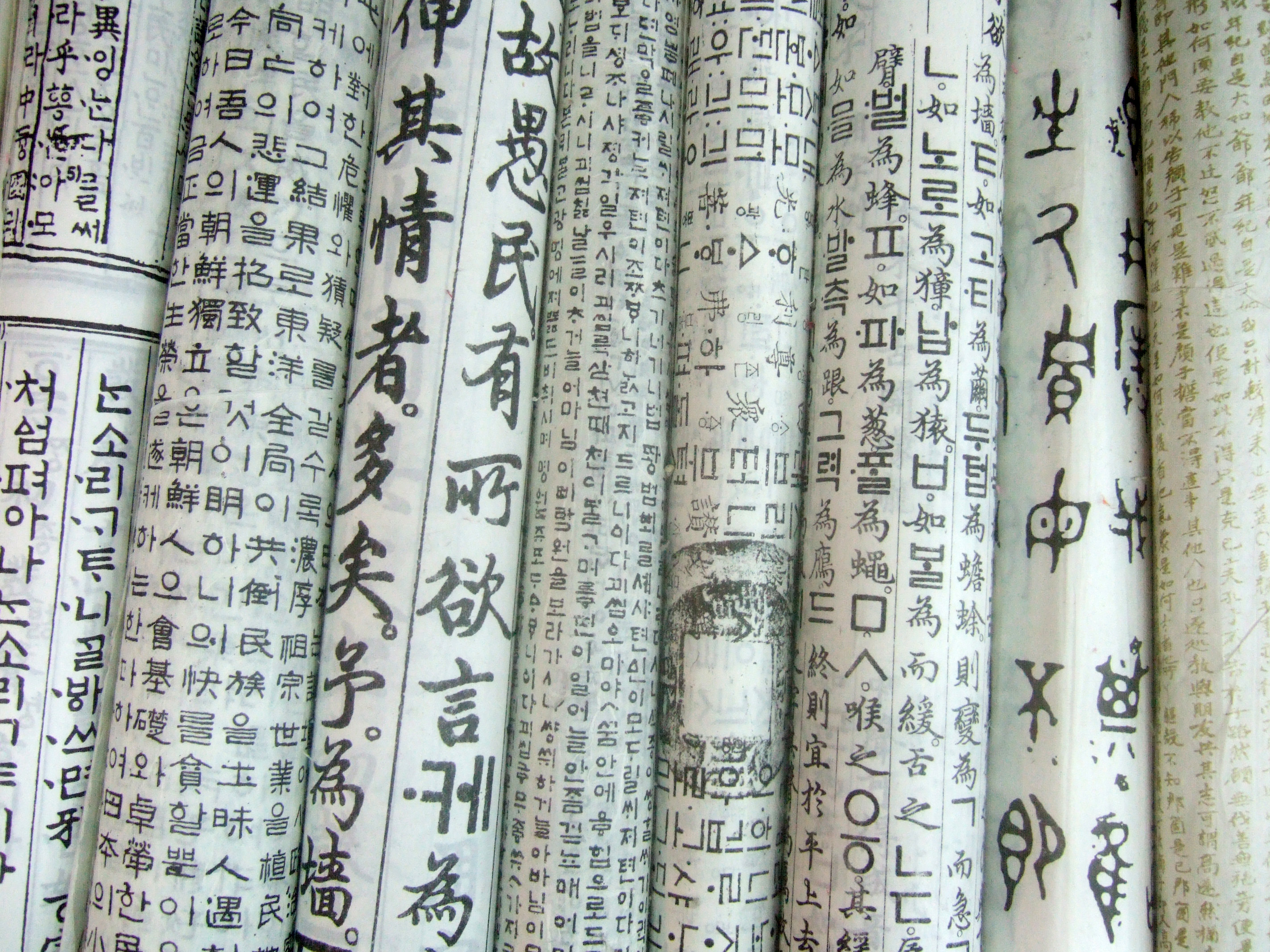
首爾一家書店裡印有韓文的韓紙
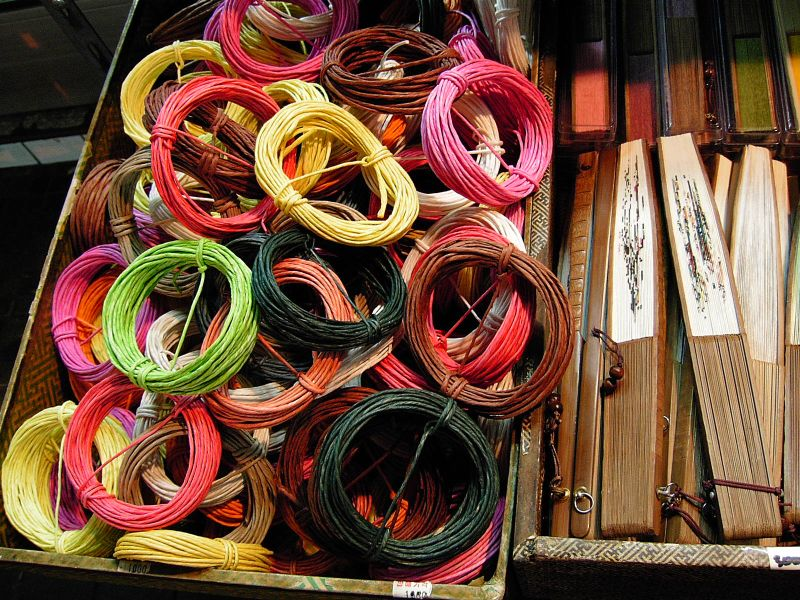
韓紙製成的五顏六色的韓紙串
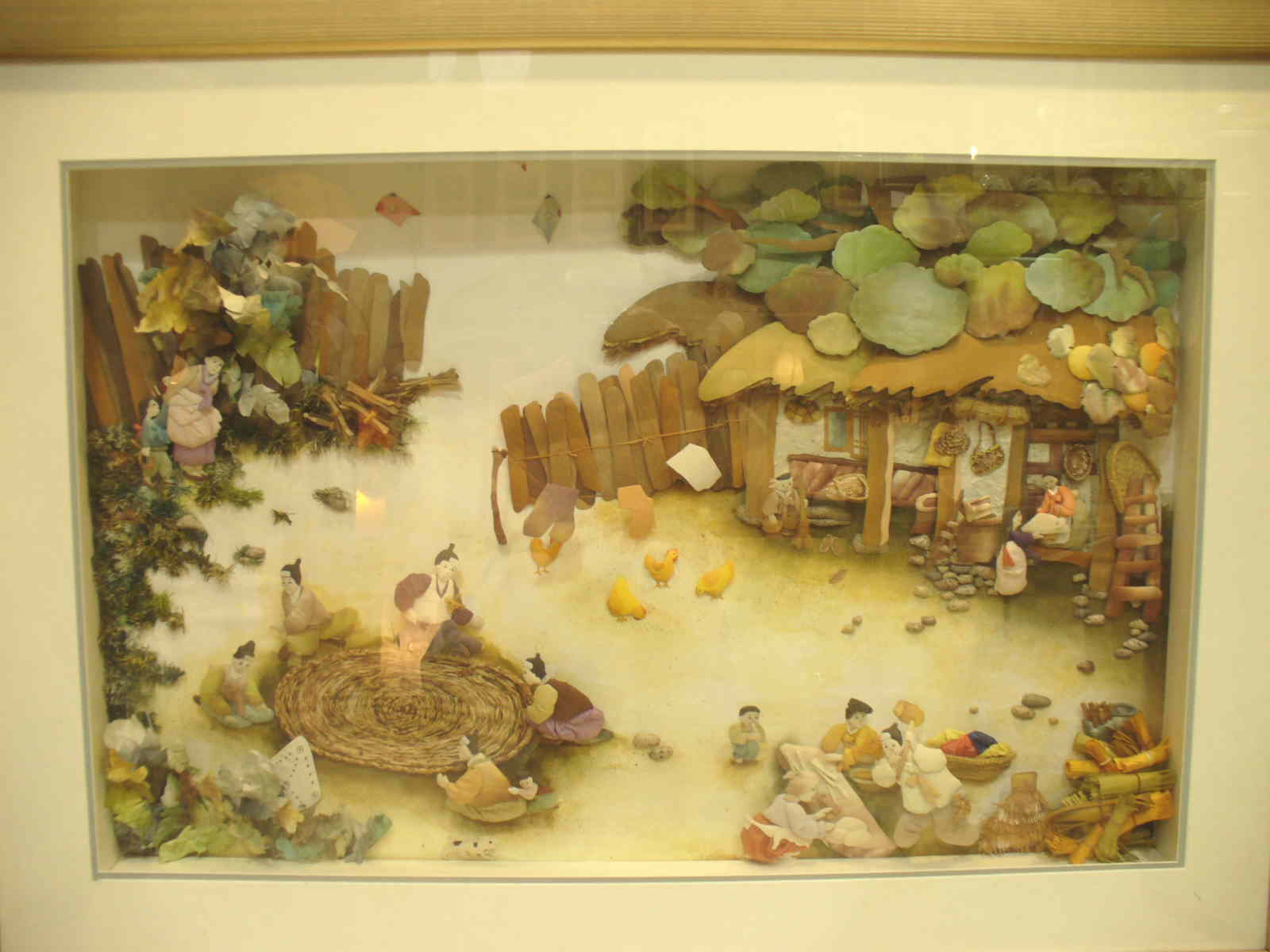
韓紙藝術品
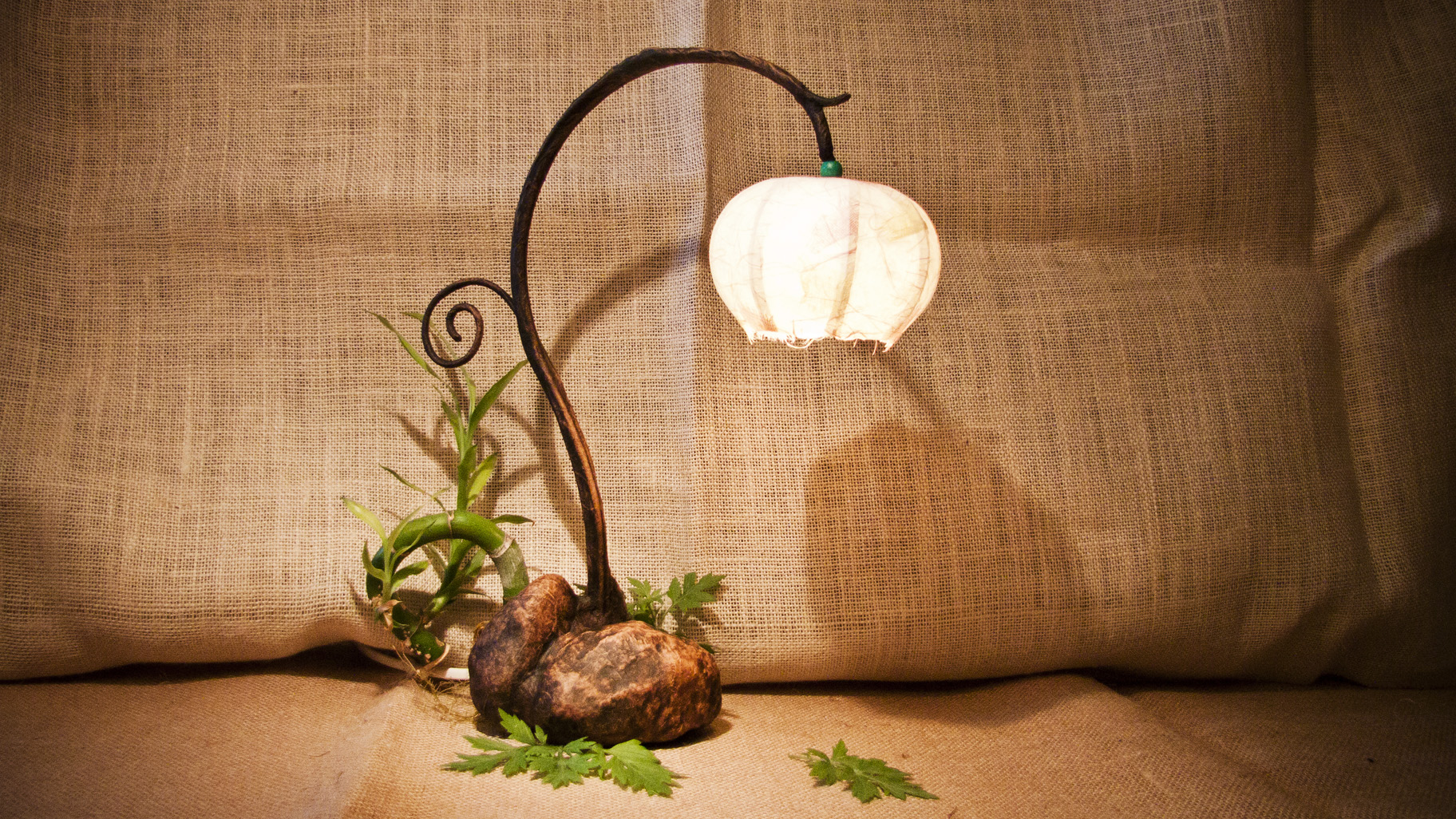
現代韓紙燈